# Aérodrome de Futuna (Vanuatu)
Ne doit pas être confondu avec Aérodrome de Futuna Pointe Vele.
L'aérodrome de Futuna (code IATA : FTA • code OACI : NVVF) est un aérodrome sur l'île de Futuna, dans la province de Taféa au Vanuatu.  

## Compagnies aériennes et destinations
| Compagnies  | Destinations                      |
| ----------- | --------------------------------- |
| Air Vanuatu | Aniwa (en), Tanna-Whitegrass (en) |